# أريادني
أريادني في الميثولوجيا اليونانية القديمة هي ابنة مينوس ملك كريت وباسيفاي ابنة هيليوس إله الشمس، وعندما أتى ثيسيوس ليقتل مينوتور وقعت أريادني في حبه ودلته على فكرة الخيط الذي وضعه في بداية المتاهة وأرشده إلى طريق الخروج ثم حملها معه خارج الجزيرة.

## أريادني في الأسطورة

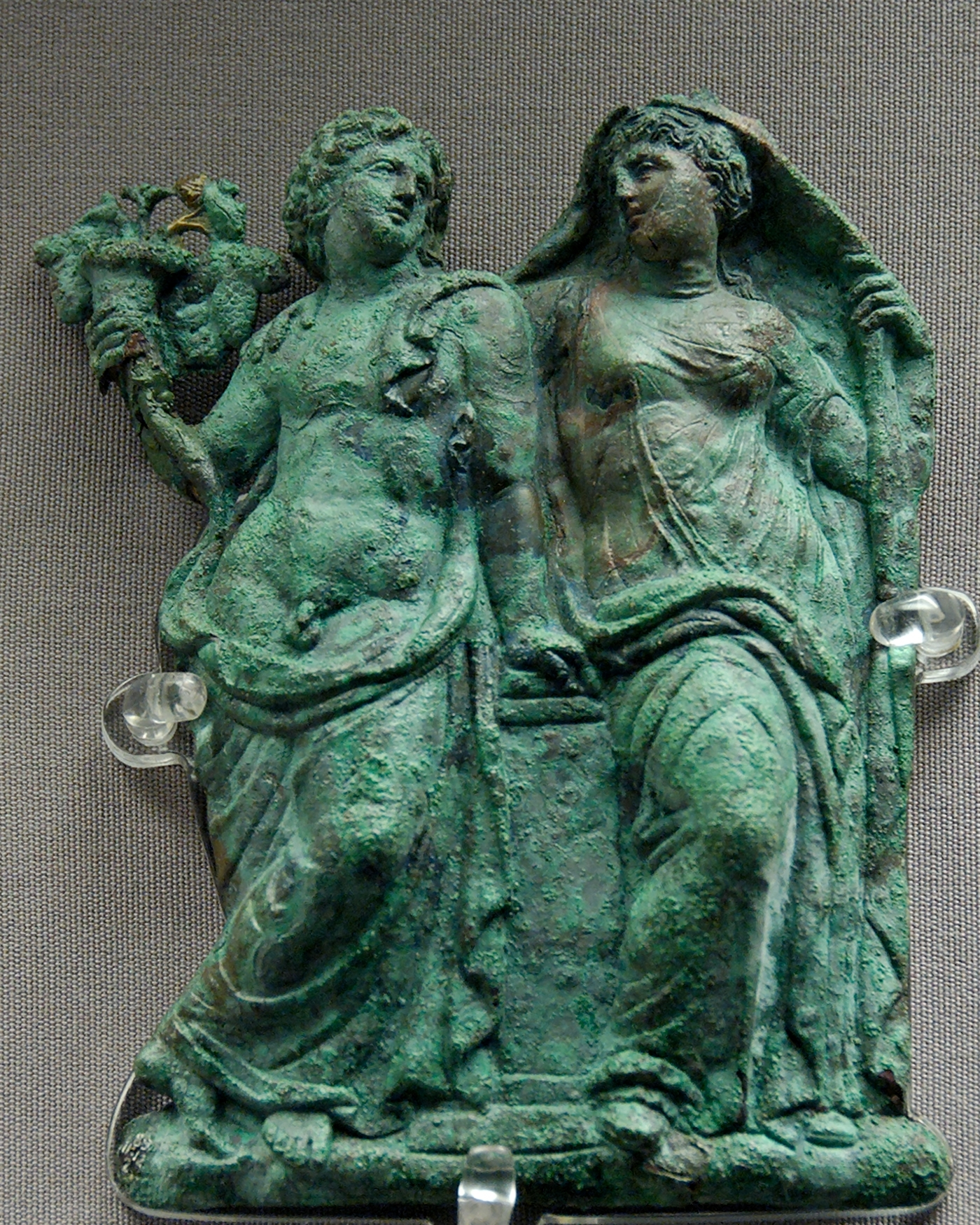
أريادني (يمين) وديونيسوس (يسار) في عمل فني من البرونز يعود للقرن الرابع قبل الميلاد من إحدي الجزر اليونانية

وفقا لهوميروس فقد قُتلت أريادني على يد آرتميس بطلب من ديونيسوس في جزيرة ديا قرب كنوسوس قبل أن تصل إلى أثينا مع ثيسيوس، وفي حكاية أخرى تركها بينما كانت نائمة على جزيرة ناكسوس حيث وقع ثيسيوس ضحية لسحر أيغلي، كما يروي بلوتارخ وديودورس واكتشفها ديونيسوس في طريق عودته من الهند وسحر بجمالها وتزوجها وعندما استيقظت، حصلت على تاج كهدية لزواجها ويقع مكانه بين النجوم، أما هي فكرمت كإلهة كما يقول أوفيد.

## الاحتفال بها
هناك دلائل على عبادة أريادني حيث كانت تمثل الربيع وفي ناكسوس كان يقام لها احتفال ذو طابع مزدوج حيث يكون من جهة مليئا بالحزن لموتها أو تركها من قبل ثيسيوس ومن جهة أخرى بالفرح لنهوضها وزواجها مثل الطبيعة التي تموت وتنام في الشتاء لكنها تحيا وتستيقظ في الربيع. ويقال أن ثيسيوس أقام احتفالا على شرفها وشرف ديونيسوس عندما رجع إلى أثينا.

## أريادني وديونيسوس
قصة ديونيسوس وأريادني كانت من المفضلات في النقوش والرسوم الجدارية وتصور في الغالب نائمة في ناكسوس ويأتيها ديونيسوس ومعه ساتير وكاهن باخوسي وأحيانا يجلسون على نبتة كرمة. وفي المتحف البريطاني يوجد إناء قديم عليه أريادني تحمل الخيط الذي أعطته لثيسيوس، وهناك تمثال لأريادني النائمة في متحف الفاتيكان.